# 쇠흰턱딱새
쇠흰턱딱새(학명: Curruca curruca)는 참새목 흰턱딱새과에 속하는 새이다.

## 생김새
이마에서 뒷머리까지 회색 기운이 있고 눈앞, 뺨, 귀깃이 흑갈색이다. 몸윗면은 회갈색이고 멱부터 몸아랫면은 흰색이다.

## 서식지
유럽에서 트란스바이칼, 이탈리아 북부, 발칸, 이란 북부와 서남부, 시베리아 남부, 카자흐스탄, 몽골 등에서 번식하고 아프리카 중부, 아라비아 남부, 이란, 네팔, 인도 등에서 월동한다. 경작지, 과수원, 덤불숲에서 단독으로 생활한다.